# Toda de Navarre
Pour les articles homonymes, voir Toda et Tota.
 (janvier 2020).
Si vous disposez d'ouvrages ou d'articles de référence ou si vous connaissez des sites web de qualité traitant du thème abordé ici, merci de compléter l'article en donnant les références utiles à sa vérifiabilité et en les liant à la section « Notes et références ».
Toda de Navarre ou Toda Aznárez (Tota en latin), née en 885 et morte après 970. Elle devint reine de Navarre par mariage. 

## Biographie
Fille d'Aznar Sánchez de Navarre et de sa cousine Oneca Fortúnez de Navarre (fille du roi Fortún Garcés) et tante du calife de Cordoue Abd al-Rahman III.
Toda de Navarre épousa Sanche Ier de Navarre, elle fut sa seconde épouse.
De cette union naquirent :
- García II de Navarre ;
- Béatrice de Navarre (900-959), en 923 elle épousa Ordoño II de León, en 924 elle épousa Alvar d'Alava, en 932 le comte Ferdinand de Castille ;
- Urraca de Pampelune (†956), en 932 elle épousa Ramire II de León ;
- Onneca de Navarre (†931), elle épousa en 923 Alphonse IV de León ;
- Velasqueta de Navarre, elle épousa en 923 Munion de Biscaye, en 930, le comte Galindo Ier de Pailhars, puis Fortun de Najera ;
- Nunilo (†922), elle épousa en 911 Fruela II des Asturies.